# Zaida Ben-Yusufová

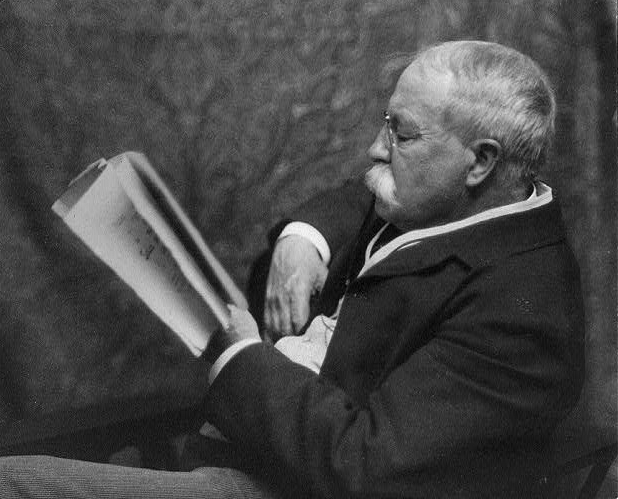
Zaida Ben-Yusufová: William Dean Howells, americký spisovatel, asi 1900

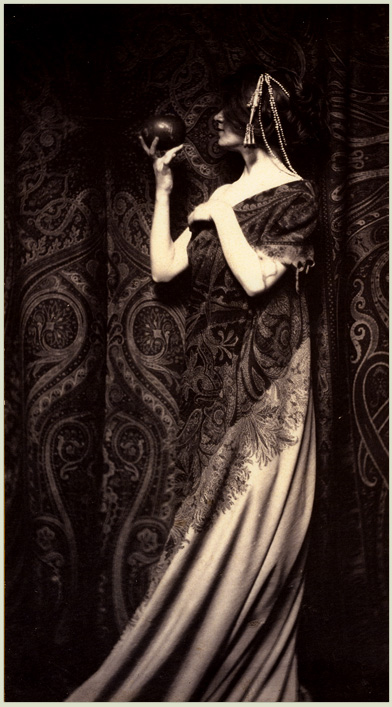
Zaida Ben-Yusufová: Vůně granátového jablka, 1899, symbolizuje řeckou bohyni Persefonu

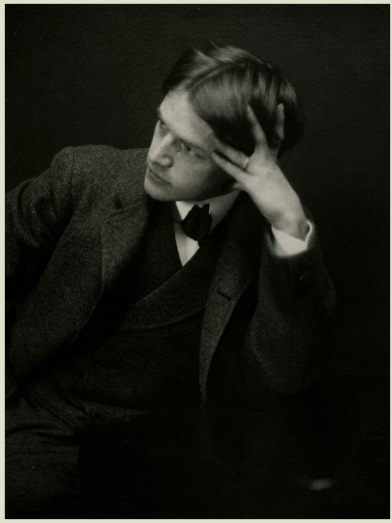
Zaida Ben-Yusufová: Everett Shinn (1876–1953), malíř

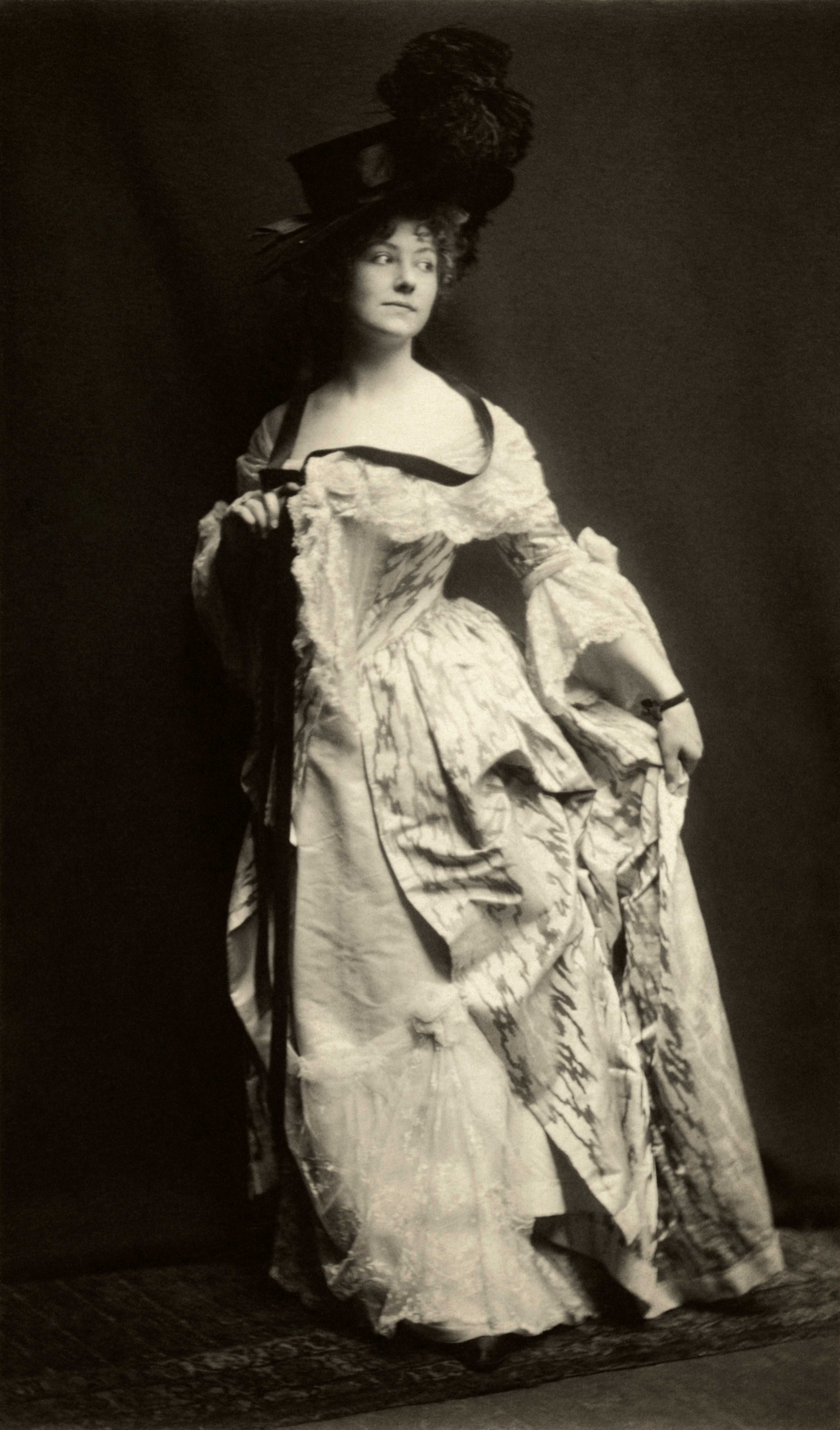
Zaida Ben-Yusufová: Elsie Leslie jako Lydia Languishová ve hře Rivalové Richarda Brinsleyho Sheridana, 1899

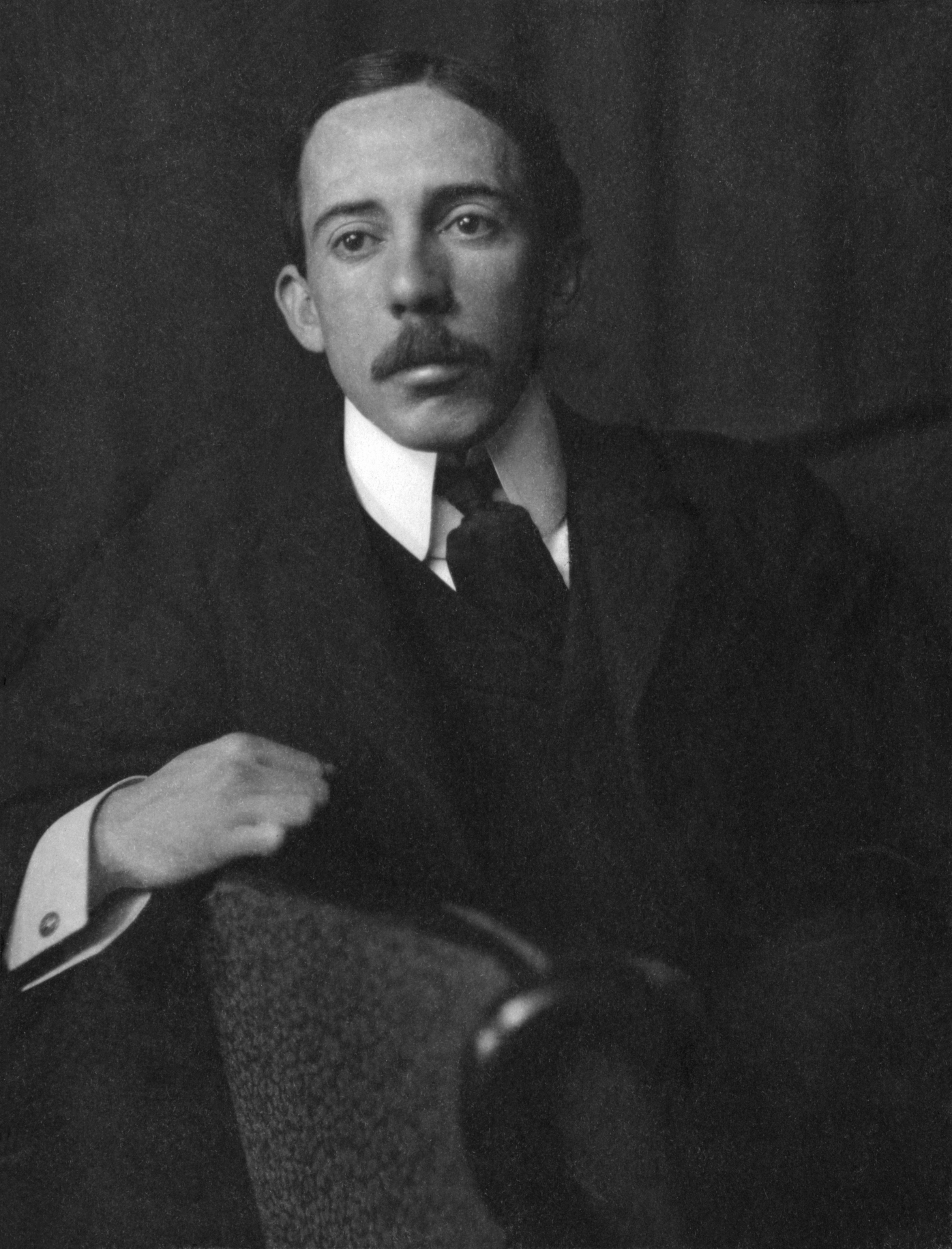
Zaida Ben-Yusufová: Alberto Santos-Dumont, konstruktér, 1902

Zaida Ben-Yusufová (Esther Zeghdda Ben Youseph Nathan nebo Yusef, výslovnost zajda ben jusufová; 21. listopadu 1869, Londýn – 27. září 1933 Brooklyn, New York) byla newyorská portrétní fotografka známá svými výtvarnými módními portréty bohatých a slavných Američanů z přelomu 19. a 20. století. Narodila se v Londýně německé matce a alžírskému otci, ale později získala americké občanství. V roce 1901 ji časopis Ladies' Home Journal zařadil mezi šest fotografek, které označil jako „přední fotografky v Americe“.
V roce 2008 uspořádala Smithsonova Národní portrétní galerie samostatnou výstavu věnovanou výhradně práci Ben-Yusufové, aby se obnovil její klíčový význam z počátků výtvarné fotografie.

## Životopis
Zaida Ben-Yusufová se narodila 21. listopadu 1869 jako Esther Zeghdda Ben Youseph Nathan v Londýně v Anglii jako nejstarší dcera německé matce Anně Kind Ben-Youseph Nathan, původem z Berlína, a alžírskému otci Mustaphovi Moussa Ben Youseph Nathanovi.
V roce 1881 Anna Ben-Yusuf, již bez svého manžela, žila se svými čtyřmi dcerami – Zaidou (starou 11 let), Heidi (8), Leilou (4) a Pearl (3) – v Ramsgate, kde Anna pracovala jako vychovatelka. Přibližně na konci osmdesátých let 19. století Anna Ben-Yusuf emigrovala do Spojených států, kde založila obchod s módním zbožím na Washington Street v Bostonu.
V roce 1895 Zaida Ben-Yusuf následovala svou matku a emigrovala za ní do Spojených států, kde pracovala jako obchodnice s módním zbožím na Páté Avenue č. p. 251 v New Yorku. V tom pokračovala nějaký čas, než se stala fotografkou, psala příležitostné články pro magazíny Harper's Bazaar a Ladies' Home Journal na módní témata.

## Fotografie
Ben-Yusufová začal být známá jako fotografka na konci devadesátých let. V dubnu 1896 byly její dva snímky otištěny v časopisu Cosmopolitan a další vystavila v Londýně na výstavě fotografického spolku The Linked Ring. Ještě téhož roku odcestovala do Evropy, kde se setkala s Georgem Davisonem, jedním ze zakladatelů spolku Linked Ring Brotherhood, který ji povzbuzoval, aby ve fotografii i nadále pokračovala. Vystavovala na výročních výstavách spolku až do roku 1902.
Na jaře roku 1897 Zaida Ben-Yusufová otevřela vlastní portrétní fotografické studio na Páté Avenue 124 v New Yorku. Dne 7. listopadu 1897 zveřejnil magazín New York Daily Tribune článek o jejím ateliéru a její reklamní plakáty pak byly otištěny ve vydání Frank Leslie's Weekly na konci roku. V roce 1898 její kariéra fotografky rostla, deset jejích děl bylo vystaveno na 67. výročním veletrhu Amerického institutu na National Academy of Design. Tam její portrét herečky Virginie Earle získal třetí místo v kategorii Portrét. Během listopadu 1898 Yusufová a Frances Benjamin Johnstonová uspořádaly „woman show“ svých prací ve spolku amerických fotografů Camera Club of New York.
V roce 1899 se Yusufová setkala s Hollandem Dayem v Bostonu, který ji fotografoval. Své studio přestěhovala na Pátou Avenue 578 a vystavovala na řadě výstavách, včetně druhého Filadelfského fotografického salónu. Zúčastnila se vzniku řady publikací, včetně článku o ženách-fotografkách v The American Amateur Photographer a také v The Photographic Times, ve kterém ji Sadakichi Hartmann popsal jako „zajímavou interpretku portrétní fotografie“.
V roce 1900 dohlížely Ben-Yusufová a Johnstonová na sestavení výstavy na téma Americké ženy fotografky na světové výstavě Exposition Universelle v Paříži. Yusufová vystavila svých pět portrétů v souboru, který pak cestoval do Petrohradu, Moskvy a Washingtonu. Byla také zastoupena v expozici Hollanda Daye The New School of American Photography (Nová škola americké fotografie) pro Královskou fotografickou společnost v Londýně a čtyři její fotografie vybral Alfred Stieglitz pro Mezinárodní výstavu v Glasgow roku 1901 ve Skotsku.
V roce 1901 napsala Ben-Yusufová článek Celebrity před fotoaparátem, pro Sunday Evening Post, kde popsala své zkušenosti s modely z ateliéru. Do této chvíle nasnímala Grovera Clevelanda, Franklina Roosevelta a Leonarda Wooda a mnoho dalších. Pro zářijové vydání Metropolitan Magazine napsala další článek Nová fotografie – co udělala a dělá s moderními portréty, kde popsala svou práci spíše z pohledu umělce než komerčního fotografa, ale méně radikálně než někteří známější výtvarní fotografové.
Ladies' Home Journal ji prohlásil za jednu z „předních amerických fotografek“ v sérii šesti ilustrovaných článků o pokročilém fotografování pro amatéry v Saturday Evening Post. Byla uvedena také jako členka prvního Amerického fotografického salónu, když se otevíral v prosinci 1904, ačkoliv její účast na výstavách začala klesat. V roce 1906 prezentovala jeden portrét na třetím ročníku výstavy fotografií v muzeu Worcester Art v Massachusetts, poslední známé výstavě svých prací za jejího života.

## Cestování
Roku 1903 Zaida Ben-Yusufová cestovala do Japonska, kde navštívila místa jako Jokohama, Kóbe, Nagasaki, Kjóto (zde si dokonce pronajala dům), Tokio a Nikko. Tato cesta se stala základem pro sérii čtyř ilustrovaných článků Japan Through My Camera, vydávaných v Saturday Evening Post od 23. dubna 1904. V únoru 1905 se její esej o Kjótu objevila v Booklovers Magazine a Leslie's Monthly Magazine vydaný jako ilustrovaný článek Women in Japan. Psala o japonské architektuře a na toto téma také přednášela. Některými z jejích fotografií je ilustrován lednový článek z roku 1906 Kathariny Buddové v Architectural Record, pro které napsala článek Období Daikan.
V roce 1906 publikovala tři fotografie z návštěvy Capri v zářijovém vydání Photo Era a o dva roky později napsala tři eseje o životě v Anglii pro Saturday Evening Post. Do New Yorku se vrátila v listopadu 1908, ale následující rok již byla opět v Londýně. Londýnský telefonní seznam z roku 1911 ji uvádí jako fotografku ve čtvrti Chelsea. V roce 1912 napsal Sadakichi Hartmann, že Yusufová zanechala fotografie a bydlí v Polynésii.
Po vypuknutí první světové války a německé invaze do Francie, se v polovině září 1914 vrátila Zaida Ben-Yusufová z Paříže do New Yorku. V roce 1919 požádala o americké občanství, přičemž se popsala jako fotografka a svůj věk snížila o deset let. Pokračovala v cestování, o rok později navštívila Kubu a v roce 1921 Jamajku.

## Stáří
Zaida Ben-Yusufová získala v roce 1924 místo u newyorské Reed Fashion Service a přednášela v místním obchodním domě o módě a příbuzných tématech. V roce 1926 byla jmenována stylovou direktorkou Retail Millinery Association of New York, organizace, ve které se později stala ředitelkou.
V roce 1930, jak dokazují záznamy ze sčítání lidu, se Zaida Yusufová vdala za textilního návrháře Fredericka J. Norrise. Zemřela o tři roky později 27. září v metodistické episkopální nemocnici v Brooklynu.

## Kulturní dědictví
Práce Zaidy Ben-Yusufové byla předmětem výstavy s názvem Zaida Ben-Yusuf: Newyorská portrétní fotografka ve Smithsonově Národní portrétní galerii, která probíhala od 11. dubna do 1. září 2008. Její kurátor Frank H. Goodyear se poprvé dozvěděl o Ben-Yusufové v roce 2003, když objevil dvě její portrétní fotografie sochaře Daniela Chestera Frenche a malíře Everetta Shinna a chtěl zjistit více o této zapomenuté fotografce.
Goodyear poukázal na to, že svou roli mohly sehrát předsudky vůči ženskému pohlaví, kvůli kterým zůstala Zaida Ben-Yusufová zapomenuta, přestože významně přispěla k rozvoji fotografie jako prostředku uměleckého vyjádření. Fotografická historie se spíše zaměřila na fotografy mužského pohlaví jako například Alfreda Stieglitze a již méně na fotografky, i když to bylo jedno z mála povolání, které v tehdejším New Yorku na přelomu století umožňovalo svobodné ženě dosáhnout úspěšné životní dráhy. I v relativně progresivním New Yorku, kam se shromažďovali inovátoři v oblasti umění, vědy, žurnalistiky a politiky, bylo pro samotnou ženu obtížné se profesionálně uživit. Dalším důvodem neznámosti Ben-Yusufové bylo to, že neodkázala významnou část svého archivu jedné instituci, takže bylo obtížné sjednotit dostatek exemplářů pro posouzení její kariéry z historického hlediska. Goodyearova výstava v Smithsonianově instituci působila jako prezentace díla Zaidy Ben-Yusufové a jejího opětovného zařazení jako klíčové postavy v historii výtvarné fotografie.